# Championnat d'Angola de football 2005
Navigation
Saison précédente Saison suivante
La saison 2005 du Championnat d'Angola de football est la vingt-septième édition de la première division en Angola. Les quatorze meilleures équipes du pays sont regroupées au sein d'une poule unique où elles s'affrontent deux fois, à domicile et à l'extérieur. En fin de saison, les trois derniers sont relégués et remplacés par les trois meilleurs clubs de Gira Angola, la deuxième division angolaise.
La fédération angolaise (FAF) a décidé de suspendre le championnat pour un mois, après la vingt-quatrième journée (25 septembre 2005), afin de se focaliser uniquement sur la potentielle qualification à la Coupe du monde.  
C'est le club de Sagrada Esperança qui remporte le championnat cette saison après avoir terminé en tête du classement, avec un seul point d'avance sur le triple tenant du titre, Atlético Sport Aviação et trois sur le Petro Atlético Luanda. C'est le tout premier titre de champion d'Angola de l'histoire du club.
Le vainqueur du championnat et son dauphin se qualifient pour la Ligue des champions de la CAF, tandis que le vainqueur de la Taça Angola obtient son billet pour la Coupe de la confédération, tout comme le troisième du classement général.

## Clubs participants
- Primeiro de Agosto
- Académica Lobito
- Inter Luanda
- Petro Atlético Luanda
- Petro Atlético Huambo
- Atlético Sport Aviação
- Sagrada Esperança
- Sport Luanda e Benfica - Promu de Gira Angola
- Progresso Sambizanga
- Atlético Petróleos do Namibe[note 1]
- Sporting Cabinda
- EC Primeiro de Maio
- Desportivo Huila - Promu de Gira Angola
- Sporting Clube do Bié - Promu de Gira Angola

## Compétition
Le barème de points servant à établir les classements se décompose ainsi :
- Victoire : 3 points
- Match nul : 1 point
- Défaite : 0 point

### Classement
| Rang | Équipe                       | Pts | J  | G  | N  | P  | Bp | Bc | Diff |
| ---- | ---------------------------- | --- | -- | -- | -- | -- | -- | -- | ---- |
| 1    | Sagrada Esperança            | 51  | 26 | 15 | 6  | 5  | 34 | 19 | +15  |
| 2    | Atlético Sport Aviação'T'C   | 50  | 26 | 14 | 8  | 4  | 37 | 20 | +17  |
| 3    | Petro Atlético Luanda        | 48  | 26 | 14 | 6  | 6  | 28 | 17 | +11  |
| 4    | Primeiro de Agosto           | 41  | 26 | 11 | 8  | 7  | 36 | 21 | +15  |
| 5    | EC Primeiro de Maio          | 37  | 26 | 9  | 10 | 7  | 26 | 25 | +1   |
| 6    | Sport Luanda e BenficaP      | 37  | 26 | 10 | 7  | 9  | 28 | 19 | +9   |
| 7    | Sporting Cabinda             | 33  | 26 | 9  | 6  | 11 | 23 | 31 | -8   |
| 8    | Atlético Petróleos do Namibe | 33  | 26 | 8  | 9  | 9  | 25 | 31 | -6   |
| 9    | Inter Luanda                 | 33  | 26 | 8  | 9  | 9  | 27 | 28 | -1   |
| 10   | Progresso Sambizanga         | 32  | 26 | 7  | 11 | 8  | 23 | 26 | -3   |
| 11   | Desportivo HuilaP            | 31  | 26 | 7  | 10 | 9  | 22 | 25 | -3   |
| 12   | Petro Atlético Huambo        | 30  | 26 | 8  | 6  | 12 | 13 | 19 | -6   |
| 13   | Académica Lobito             | 25  | 26 | 6  | 7  | 13 | 20 | 29 | -9   |
| 14   | Sporting Clube do BiéP       | 12  | 26 | 3  | 3  | 20 | 13 | 45 | -32  |

|  | Qualification pour la Ligue des champions de la CAF 2006                  |
|  | Qualification pour la Coupe de la CAF 2006                                |
|  | Relégation directe en Gira Angola                                         |
|  | T: Tenant du titre C: Vainqueur de la Taça Angola P: Promu de Gira Angola |

## Bilan de la saison
| Championnat d'Angola de football 2005 |                                  |
| Champion                              | Sagrada Esperança (1er titre)    |
| Coupes et trophées                    |                                  |
| Vainqueur de la Coupe d'Angola 2005   | Atlético Sport Aviação           |
| Qualifications continentales          |                                  |
| Ligue des champions de la CAF 2006    | Sagrada Esperança                |
| Ligue des champions de la CAF 2006    | Atlético Sport Aviação           |
| Coupe de la confédération 2006        | Petro Atlético Luanda            |
| Coupe de la confédération 2006        | Inter Luanda (tour préliminaire) |
| Promotions et relégations             |                                  |
| Promus en Girabola                    | Académica Petróleo Kwanda Soyo   |
| Promus en Girabola                    | Sport Lubango e Benfica          |
| Promus en Girabola                    | Onze Bravos do Maqui             |
| Relégués en Gira Angola               | Petro Atlético Huambo            |
| Relégués en Gira Angola               | Académica Lobito                 |
| Relégués en Gira Angola               | Sporting Clube do Bié            |